# شاه‌گیش سنگالی
شاه‌گیش سنگالی (نام علمی: Caranx senegallus) نام یک گونه از سرده شاه‌گیش است.